# Багряж (река)
Багряж — река в Удмуртии, левый приток Шехостанки.
Длина реки — 12 км. Исток на Сарапульской возвышенности, в 3 км к юго-востоку от села Выезд. Общее направление течения — западное. Протекает через упомянутое село по слабозаселённой местности на юго-востоке республики — в сельском поселении Юринское Сарапульского района, в низовьях по реке проходит граница с Малопургинским районом. Впадает в Шехостанку в 21 км от её устья по левому берегу.
Основные притоки справа, крупнейший из них Межовка.
В бассейне также расположена деревня Юрино. Общая численность населения в бассейне составляет 580 человек (2020 г.).

## Данные водного реестра
По данным государственного водного реестра России относится к Камскому бассейновому округу, водохозяйственный участок реки — Иж от истока и до устья, речной подбассейн реки — бассейны притоков Камы до впадения Белой. Речной бассейн реки — Кама.
Код водного объекта в государственном водном реестре — 10010101212111100027514.